# Моррис (танец)

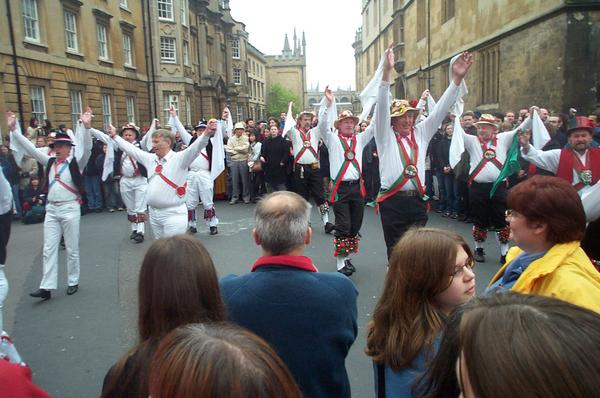
Котсуолд с платками

Моррис — английский народный танец, который исполняется под живую музыку. В основе этого танца лежат ритмичные движения и набор фигур, которые танцоры (чаще мужчины) исполняют с использованием разнообразного инвентаря (палки, мечи, жезлы, платки, гирлянды и др.). На ногах танцоры носят повязки с бубенцами (англ. bell-pads).
В качестве музыкального сопровождения для морриса используются популярные народные мелодии в исполнении флейты и барабана, а также скрипки, аккордеона и других инструментов.

## История
Существует несколько гипотез о происхождении морриса.
Согласно первой из них танец происходит от средневекового итальянского танца морески (итал. танец мавров). Танец изображал битву мавров-сарацин и рыцарей-христиан, поэтому участники чернили лица, привязывали к ногам колокольчики и гарцевали с фальшивыми мечами. Танец был непременным атрибутом балов и карнавалов, а также входил в репертуар комедии дель арте. Сегодня мореска в аутентичном виде сохранилась на острове Корчула в Хорватии.
По другой версии, танец имеет языческие корни и возник на основе древних, возможно ещё праиндоевропейских ритуалов. Об этом говорит схожесть морриса с румынским народным танцем «кэлушул» (рум. călușul), где участники так же украшают свою одежду ленточками и колокольчиками и размахивают палками как мечами, а также его тесная связь со старинными сельскохозяйственными праздниками и традициями обрядового ряжения (в танцах часто присутствуют ряженые в животных, мужчины, переодетые женщинами и др. фольклорные персонажи). Многие англичане до сих пор верят, что моррис приносит удачу как зрителям, так и исполнителям.
Первое письменное упоминание о танце в Англии датируется 1448 годом и записывает оплату семью шиллингами танцорам морриса «Goldsmiths' Company» в Лондоне. Современное название закрепилось в XVII веке, до этого было распространено оригинальное название — англ. Morisk dance, moreys daunce, morisse daunce. В XVI веке одним из самых известных плясунов был Уильям Кэмп, актёр в театре Шекспира.
Немалая заслуга в подробном описании и популяризации морриса принадлежит британскому фольклористу Сесилу Шарпу.

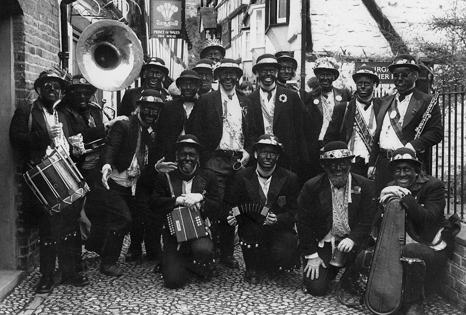
Английская команда Silurian Border Morris Men исполняет приграничный моррис. День подарков, 1996 год.

## Разновидности
- Котсуолд (англ. Cotswold Morris) — распространён в Глостершире и Оксфордшире, несмотря на то, что Котсуолдские холмы лишь частично находятся на территории этих графств. Танцоры, одетые в белое используют платки и палки и носят разноцветные перевязи (англ. baldric) через плечи. Шляпы танцоров украшены перьями и цветами. Количество танцоров — 6-8, в числе которых присутствуют т. н. «Шут» (англ. Fool) и «Зверь» (англ. Beast). Первый одевается в яркую одежду и как правило является неформальным лидером в команде танцоров, второй может заменять Шута и быть ряженым животным — лошадью, бараном, оленем, драконом или козой. Танцы в котсуолдском моррисе делятся на сетовые, которые исполняются группой танцоров, т. н. моррис-джиги (англ. morris jig) — сольные или парные танцы, призванные продемонстрировать мастерство лучших танцоров команды и искусство исполнения шагов, и танцевальные процессии. Это самая известная разновидность морриса.
- Северо-западный моррис (англ. North West Morris) — более медленный и процессионный, так как является неотъемлемой часть обряда камышовых повозок (англ. Rushcart), на которых в церкви доставляли свежий камыш для устилания пола во время местных престольных праздников. Появился в конце XIX-начале XX веков. Исполняется как мужчинами, так и женщинами. Шляпы украшаются наподобие букетов, на ногах носятся деревянные или кожаные с деревянной подошвой башмаки. Фигурно представляет из себя две колонны из четырёх танцоров в каждой, возглавляемые ведущим, который задаёт команды и оглашает фигуры танца. Распространён в Ланкашире и на севере Чешира.
- Приграничный моррис (англ. Border Morris) — как следует из названия, распространен на границе Англии и Уэльса в графствах Херефордшир, Вустершир и Шропшир. Долгое время эта разновидность считалась утраченной, однако в 1970-х годах была возрождена. Более свободный, экспрессивный и энергичный, приграничный стиль морриса отличается простотой движений, исполняется с палками и лицами, закрашенными сажей или чёрной краской. В команде присутствует от четырёх до четырнадцати танцоров, одежда которых украшена «лохмотьями», состоящих из длинных разноцветных или чёрных лент.
- Танец с мечами — в Йоркшире и на юге Дарема используются длинные мечи (Longsword dancing), а в остальной части Дарема и в Нортумберленде (англ. Rapper sword) — короткие, похожие на кинжалы или рапиры. Помимо собственно танцоров в танце традиционно участвуют два вспомогательных персонажа — «Томми», «парень» предваряющий выступление народной песней и бегло комментирующий танец и исполняемые танцорами фигуры, и «Бетти» — «девушка», которую традиционно играет крупный, в идеале бородатый мужчина, одетый в женское платье. Бетти периодически присоединяется к танцу, а также взаимодействует с Томми. Обычно танец завершается демонстрацией звезды, сложенной из пяти мечей, но Томми и Бетти также могут принять участие в составлении финальной фигуры, и тогда звезда складывается из семи мечей.
- Танцы молли (англ. Molly dancing) — распространены по всей Средней Англии, но в наибольшей степени — в Кембриджшире. В XIX веке исполнялся крестьянами во время т. н. пахотного понедельника — первого дня после Крещения и двенадцатого, последнего дня рождественского поста, который символически отмечал начало земледельческих работ и сопровождался танцами и шумными процессиями. Характерен отсутствием инвентаря вроде палок или платков, громкими притопываниями и прыжками. Как и в приграничном моррисе, танцоры молли по традиции чернят лица сажей.
- Народные пьесы (англ. Mummers' plays) — Моррис часто является частью или дополняет исполнение народных пьес. С давних пор народные пьесы ставились по всей Англии на Рождество и по весне — в День Святого Георгия (23 апреля), на майские праздники. Наибольшей популярностью пользовались истории о Робине Гуде и Святом Георгии. Чаще всего в основе пьес лежит архаичный мотив борьбы добра со злом, смерти и возрождения, символизирующий смену времен года.

## Моррис за пределами Англии
Сегодня моррис широко распространен по всему земному шару. Наибольшее распространение английские танцы получили в странах англосферы — Соединенных Штатах, Канаде, Австралии, Новой Зеландии — но со временем снискали популярность и за ее пределами. Свои моррис-команды (англ. morris sides) имеются в странах Северной и Западной Европы, в Испании, Японии и Гонконге. В России изучением и продвижением морриса, а также английской народной музыки и фольклора занимается петербургская моррис-команда Happy Kelpie.